# Poolbillard 2003
Die Poolbillard-Saison 2003 war eine Serie von Poolbillard-Turnieren, die von der World Pool-Billiard Association veranstaltet wurden.

## Saisonergebnisse
| Datum                           | Turnier                                   | Austragungsort | Disziplin      | Sieger               | Finalist          | Ergebnis |
| 12. März bis 16. März           | ET 58 – Belgium Open 2003                 | Antwerpen      | 9-Ball         | Tom Storm            | Oliver Ortmann    |          |
| 15. März bis 16. März           | Asian Tour 2003 – Event 1                 | Singapur       | 9-Ball         | Yang Ching-shun      | Warren Kiamco     | 11:7     |
| 31. Mai bis 1. Juni             | Asian Tour 2003 – Event 2                 | Philippinen    | 9-Ball         | Efren Reyes          | Warren Kiamco     | 11:2     |
| 29. Mai bis 2. Juni             | Predator International Championship 2003  | Orlando, FL    | 9-Ball         | Johnny Archer        | unbekannt         |          |
| 12. Juni bis 14. Juni           | ET 59 – Austria Open 2003                 | Rankweil       | 9-Ball         | Niklas Bergendorff   | Thorsten Hohmann  |          |
| 12. Juli bis 20. Juli           | 9-Ball-Weltmeisterschaft 2003             | Cardiff        | 9-Ball         | Thorsten Hohmann     | Alex Pagulayan    |          |
| 13. August bis 14. August       | International Challenge of Champions 2003 | Uncasville     | 9-Ball         | Francisco Bustamante | unbekannt         |          |
| 29. August bis 31. August       | World Pool Masters 2003                   | Egmond         | 9-Ball         | Tony Drago           | Hsia Hui-kai      |          |
| 11. September bis 13. September | ET 60 – Netherlands Open 2003             | Weert          | 9-Ball         | Thorsten Hohmann     | Nick van den Berg |          |
| 15. September bis 21. September | US Open 9-Ball 2003                       | Chesapeake, VA | 9-Ball         | Jeremy Jones         | Jose Parica       |          |
| 15. Oktober bis 19. Oktober     | ET 61 – German Open 2003                  | Neuwied        | 9-Ball         | Tom Storm            | Thomas Engert     |          |
| 24. Oktober bis 26. Oktober     | World Pool League 2003                    | Warschau       | 9-Ball         | Rodney Morris        | Thorsten Hohmann  |          |
| 4. Dezember bis 6. Dezember     | ET 62 – Belgium Open 2003                 | Kortrijk       | 9-Ball         | Ralf Souquet         | Oliver Ortmann    |          |
| 18. Dezember bis 21. Dezember   | Mosconi Cup 2003                          | Las Vegas      | 9-Ball         | USA                  | Europa            | 11:9     |
|                                 | Europameisterschaft 2003                  | Białystok      | 14/1 endlos    | Niels Feijen         | Tom Storm         |          |
| 8-Ball                          | Europameisterschaft 2003                  | Białystok      | Ralf Souquet   | Tom Storm            |                   |          |
| 9-Ball                          | Europameisterschaft 2003                  | Białystok      | Oliver Ortmann | Alexander Markut     |                   |          |